# Halna
För andra betydelser, se Halna (olika betydelser).
Halna är kyrkbyn i Halna socken i Töreboda kommun i Västergötland, belägen sydost om Töreboda vid östra stranden av Viken vid länsväg 202.
Här ligger Halna kyrka.